# Резерпин
Резерпин (лат. Reserpinum) — 3,4,5-триметоксибензоат метилрезерпата. Индольный алкалоид, выделенный из растения Rauvolfia serpentina. Также обнаружен в R. canescens, R. micrantha, R. tetraphylla, R. heterophylla и др.
Впервые искусственно синтезирован Робертом Бёрнсом Вудвордом в 1956 году.

## Физические свойства
Белый или желтоватый мелкокристаллический порошок. Легко растворим в ледяной уксусной кислоте и хлороформе, очень мало — в воде, спирте, диэтиловом эфире.

## Фармакологические свойства

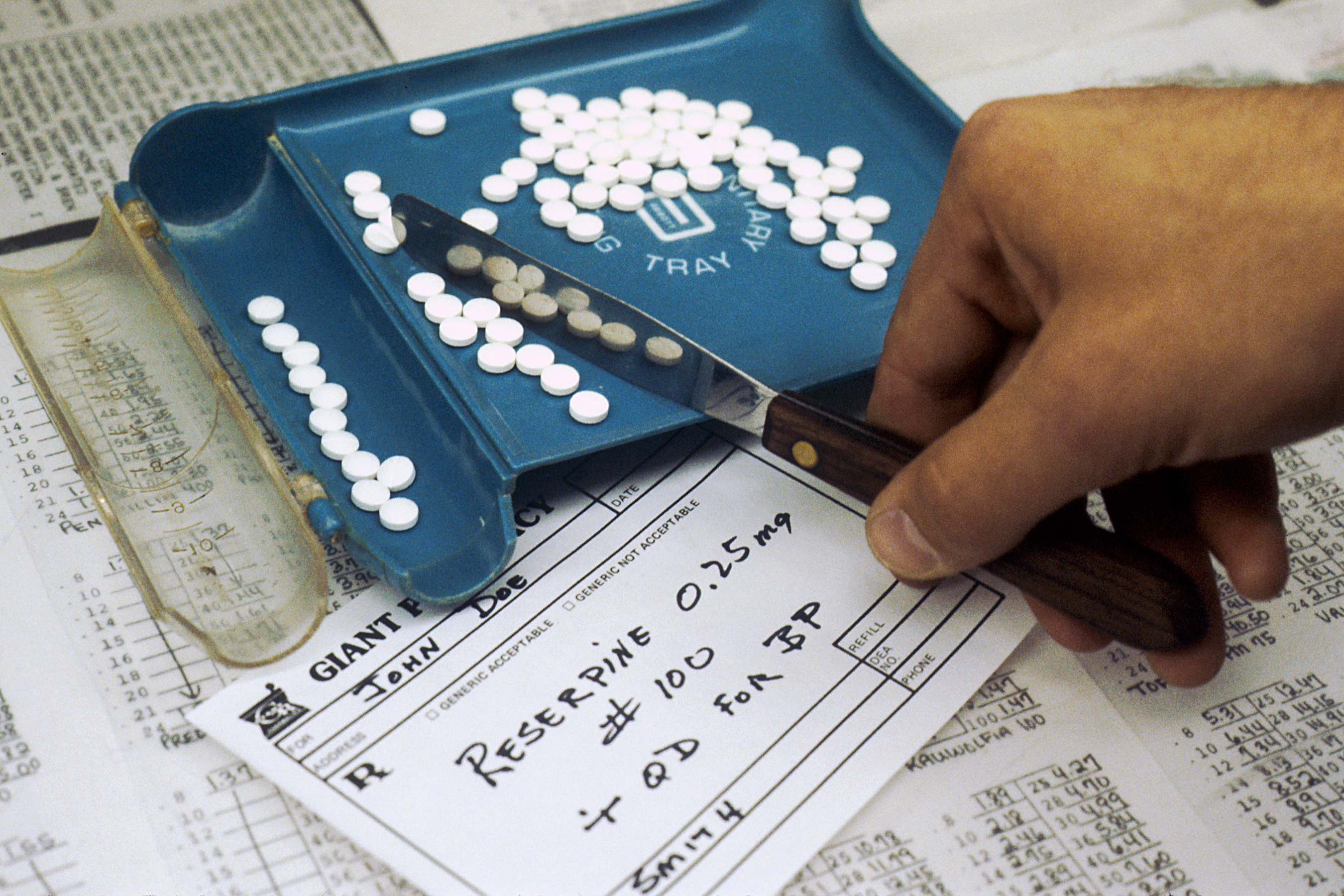
Таблетки резерпина

Основным фармакологическим свойством резерпина является его симпатолитическое действие, обусловленное тем, что под его влиянием ускоренно выделяются (высвобождаются) катехоламины из гранулярных депо пресинаптических нервных окончаний. Высвобожденные катехоламины подвергаются инактивирующему действию моноаминоксидазы (МАО), что ведёт к уменьшению выхода катехоламинов в синаптическую щель и ослаблению адренергических влияний на эффекторные системы периферических органов, в том числе на адренорецепторы кровеносных сосудов.
Резерпин оказывает сложное воздействие на организм. С влиянием на периферическую нервную систему в значительной мере связано его антигипертензивное действие (снижение артериального давления), а с влиянием на центральные нейрохимические процессы — нейролептическое.
Первоначально, до появления современных нейролептических средств, резерпин применяли для лечения психических заболеваний. В настоящее время резерпин как антипсихотическое средство применяют редко, в основном его используют как антигипертензивное средство для лечения артериальной гипертензии. Назначают чаще в сочетании с другими антигипертензивными средствами (диуретики и др.).
Под влиянием резерпина постепенно понижается систолическое и диастолическое давление при разных формах и стадиях гипертонической болезни. Лучший эффект наблюдается на ранних стадиях гипертонической болезни при отсутствии выраженных органических изменений сердечно-сосудистой системы. Гипотензивный эффект относительно долго сохраняется после прекращения приёма резерпина.
Имеются данные о положительном влиянии резерпина на липидный и белковый обмен у больных гипертонической болезнью и коронарным атеросклерозом.

## Показания к применению
Применяют также резерпин при лёгких формах сердечной недостаточности с тахикардией (вместе с сердечными гликозидами), гиперсимпатикотонии, поздних токсикозах беременных. При тиреотоксикозах резерпин назначают вместе с тиреостатическими веществами (Мерказолил). Сам резерпин тиреостатического действия не оказывает, однако он уменьшает нейровегетативные расстройства, вызывает урежение пульса. Применение резерпина позволяет уменьшить дозы антитиреоидных препаратов.

## Способ применения и дозы
Растворы назначают внутримышечно (или вводят медленно внутривенно) для купирования гипертонических кризов, при тяжёлых формах гипертонической болезни, а иногда — при тяжёлых психозах с явлениями возбуждения.
В психиатрической и неврологической практике резерпин назначают преимущественно при нервно-психических расстройствах, имеющих основой повышенное АД, а также при упорной бессоннице и других заболеваниях. При лечении шизофрении иногда применяют резерпин в комбинации с другими нейролептиками. Рекомендуется также резерпин для лечения алкогольных психозов внутрь в виде таблеток (после еды). Дозы и длительность лечения подбирают индивидуально.
При артериальной гипертензии в ранних стадиях назначают резерпин обычно по 0,05—0,1 мг 2—3 раза в день. В одних случаях достаточно продолжать применение препарата в этих дозах, в других — дозу постепенно увеличивают. Обычно во избежание депрессии ограничиваются суточной дозой 0,5 мг, однако при хорошей переносимости её увеличивают до 1 мг. Если в течение 10—14 дней гипотензивный эффект не наступает, препарат отменяют.
По достижении эффекта дозу постепенно понижают до 0,5—0,2—0,1 мг в сутки. Лечение малыми (поддерживающими) дозами проводят длительно (курсами по 2—3 мес., при необходимости 3—4 раза в год) под наблюдением врача.
При психических заболеваниях резерпин принимают внутрь в первый день от 0,25 до 2 мг, затем дозу повышают до 10—15 мг в сутки.
При неврозах назначают в малых дозах, начиная с 0,25 мг 2—3 раза в день до 0,5 мг 3—4 раза в день.
Высшие дозы для взрослых внутрь: разовая 0,002 г (2 мг), суточная 0,01 г (10 мг).
Детям резерпин назначают в дозе от 0,1 до 0,4 мг в сутки (в 2—4 приёма) в зависимости от возраста.

## Побочное действие
При лечении резерпином могут наблюдаться, прежде всего при больших дозах и повышенной чувствительности, гиперемия слизистых оболочек глаз, кожная сыпь, боли в желудке, диарея, слабость, головокружение, одышка, тошнота, рвота, кошмарные сновидения. Брадикардия в процессе терапии резерпином может наблюдаться постоянно и в редких случаях сочетается с экстрасистолией, болью в сердце, одышкой и цианозом. Терапия резерпином может приводить к задержке жидкости в организме, пастозности и отёку подкожно-жировой клетчатки.
При длительном применении резерпина возможны явления паркинсонизма. При курсовом лечении у больных психическими заболеваниями может развиться чувство тревоги, беспокойства, упорная бессонница, состояние депрессии. Возникновение депрессивных состояний отмечалось и при лечении резерпином больных с артериальной гипертензией (у 15—25% пациентов), несмотря на малые дозы препарата. У больных с бронхиальной обструкцией резерпин может вызвать острый приступ бронхоспазма. Бронхоспазм снимают атропином.
При побочных явлениях следует уменьшать дозу резерпина или временно его отменять. При болях в желудке и поносе назначают холинолитические средства. При развитии экстрапирамидных расстройств применяют циклодол, тропацин или другие противопаркинсонические препараты.
При приёме препарата в амбулаторных условиях следует учитывать возможность развития сонливости и общей слабости.
Больным, страдающим коронаросклерозом, рекомендуется начинать с малых доз и одновременно принимать коронарорасширяющие средства.
Также имеются данные, которые свидетельствуют об увеличении риска развития рака молочной железы у женщин, принимающих резерпин.
Резерпин противопоказан страдающим депрессией и лицам, перенёсшим в прошлом депрессивное расстройство.
Возникновение депрессии может зависеть от дозировки резерпина; этот препарат желательно использовать в дозировке не выше 0,5 мг, так как при дозе более 0,5 мг/сут симптомы депрессии более выражены, могут возникать суицидальные мысли.
Одним из самых известных людей, принимавших резерпин, был Эрнест Хемингуэй. Это средство, по мнению экспертов, могло усугублять его состояние. Исследователи также говорят о спровоцированном резерпином самоубийстве.
Как известно, депрессия, вызванная резерпином, сохраняется и некоторое время после прекращения приёма препарата.  Резерпин позже был запрещён во многих странах.

## Синонимы

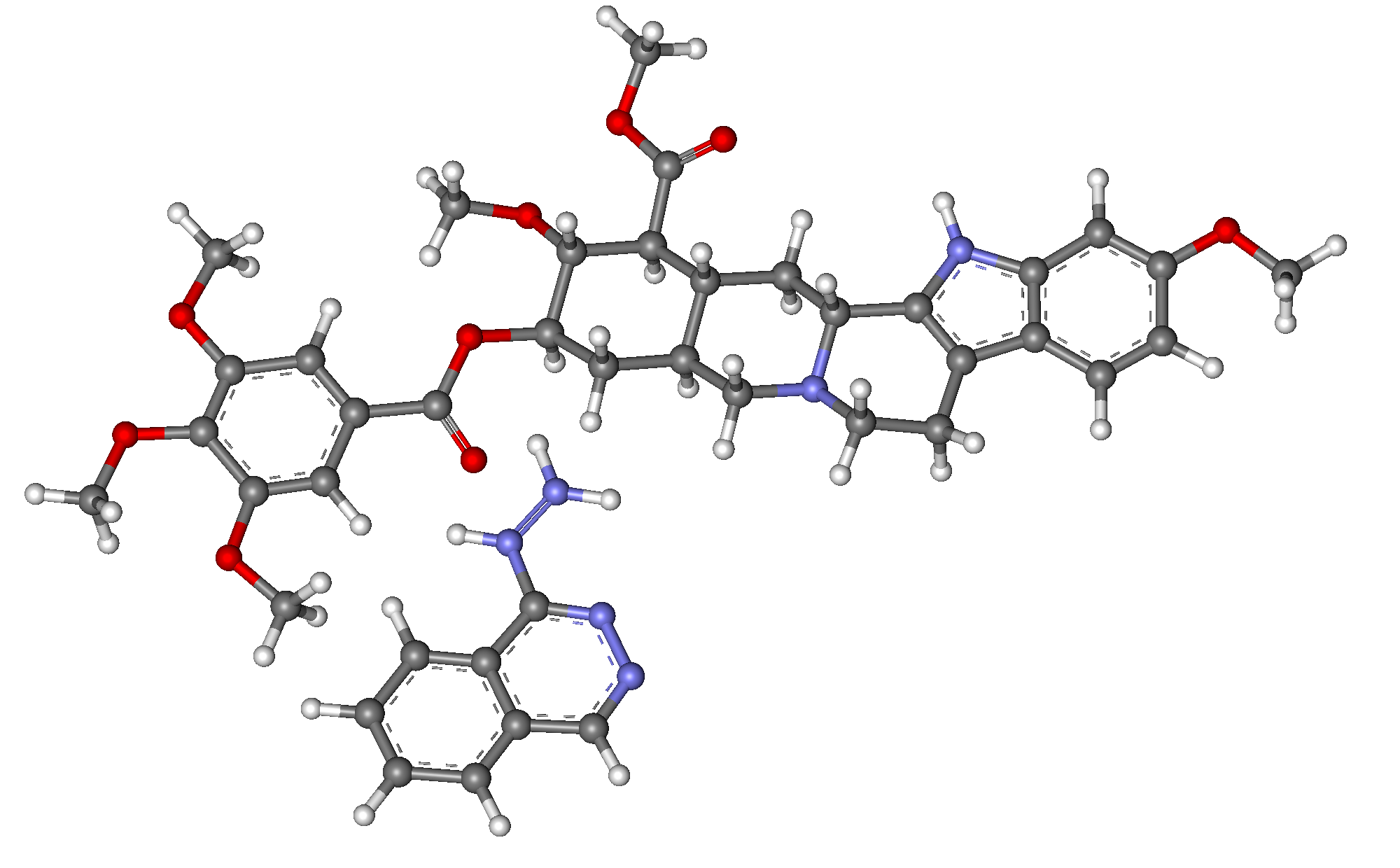
Адельфан

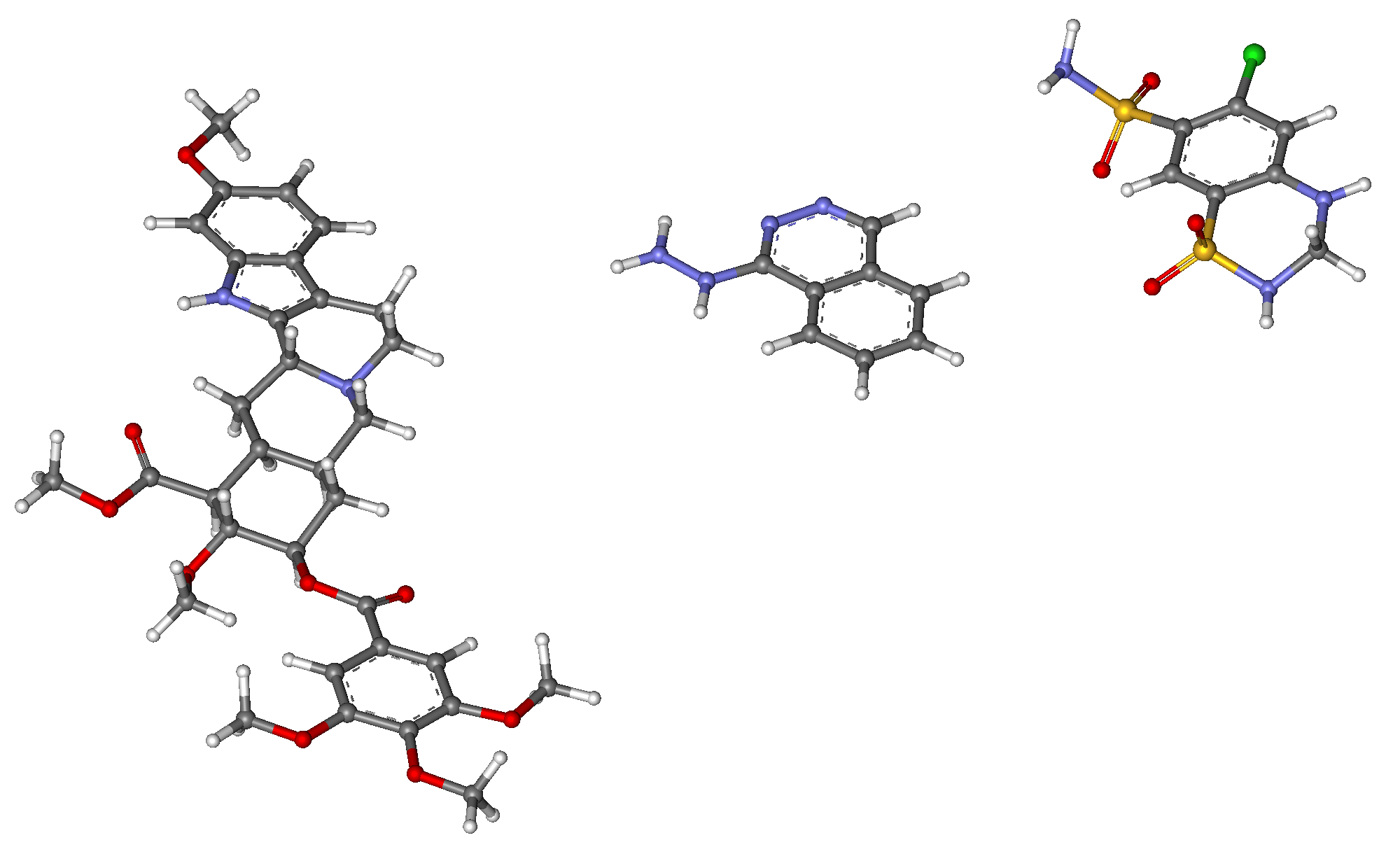
Адельфан-Эзидрекс

1. Адельфан (Adelphan) * — таблетки, содержащие резерпина 0,0001 г (0,1 мг) и дигидралазина 0,01 г (10 мг)
2. Дигидралазин, близкий по структуре и действию к апрессину, является периферическим вазодилататором. Применяют при гипертонической болезни по 1—2 таблетки 3 раза в день (после еды).
3. Адельфан-эзидрекс (Adelphan-Esidrex) содержит резерпина 0,1 мг, дигидралазина 10 мг и дихлотиазида 10 мг, а адельфан-эзидрекс-К (Adelphan-Esidrex К) — резерпина 0,1 мг, дигидрализина 10 мг, гидрохлортиазида 10 мг и калия хлорида 0,6 г и одном драже. Добавление калия хлорида рассчитаны на предупреждение возможной гипокалиемии от применения гидрохлотиазида. Назначают по 1/2 — 1 таблетке 1 — 2 — 3 раза в день.
4. Бринердин (Brinerdin)*. Драже, содержащие резерпина 0,0001 г (0,1 мг), дигидроэргокристина 0,0005 г (0,5 мг), клопамида (бринальдикса) 0,005 г (5 мг). Дигидроэргокристин является периферическим и центральным адреноблокирующим средством; клопамид — салуретик.
Применяют при гипертонической болезни и симптоматических гипертензиях.
Принимают внутрь по 1 драже от 1 до 3 раз в день (в зависимости от характера заболевания и состояния больного). Курс лечения — от 10 дней до нескольких месяцев.
5. Кристепин (Crystepin)*. Драже, содержащие 0,1 мг резерпина, 0,5 мг дигидроэргокристина и 5 мг диуретика клопамида. Применяют при различных формах артериальной гипертензии. Принимают, начиная с 1 драже в день, затем по мере необходимости увеличивая дозу до 2—3 драже в день в 2 — 3 приёма. Поддерживающая доза — 1 драже в день или через день.
6. Неокристепин (Neocrystepin)*. Драже, содержащее 0,1 мг резерпина, 0,58 мг дигидроэргокристина (мезилата) и 25 мг диуретика хлорталидона (Оксодолин). Принимают по 1 драже в день или через день; в более тяжёлых случаях — по 1 драже 2—3 раза в день.
7. Трирезид (Triresid)* и Тринитон (Triniton)* — таблетки одинакового состава: резерпина 0,1 мг, дигидралазина сульфата (Апрессин) 10 мг и гидрохлортиазида 10 мг.
8. Трирезид выпускается также с дополнительным содержанием в каждой таблетке 0,35 г калия хлорида (Адельфан-эзидрекс-К). Показания к применению трирезида и тринитона такие же, как для кристепина и др.
9. Норматенс (Normatens)* — таблетки, содержащие резерпина 0,1 мг, дигидроэргокристина 0,5 мг и клопамида 5 мг. Показания к применению — различные формы артериальной гипертензии.

## Противопоказания
Противопоказания: тяжёлые органические сердечно-сосудистые заболевания с явлениями декомпенсации и выраженной брадикардией, нефросклероз, церебральный склероз, язвенная болезнь желудка и двенадцатиперстной кишки.

## Форма выпуска
Формы выпуска:
- порошок;
- таблетки по 0,0001 г (0,1 мг), 0,000125 г (0,125 мг) и 0,00025 г (0,25 мг).
- вместе с дигидроэрготоксином и гидрохлоротиазидом входит в состав комбинированного лекарственного средства Синепрес.
- Входит в состав препарата Диупрес (0,1 мг), Гидропрес (0,125 мг), Ренесе-Р (25 мг), Сер-Ап-Эс (0,1 мг).[5]

## Хранение
Хранение: порошок — список А, в плотно укупоренных банках оранжевого стекла в прохладном, защищённом от света месте, таблетки — список Б, в прохладном, защищённом от света месте.